# Чекуровка
Чекуровка — село в Булунском районе Республики Саха (Якутия) России. Входит в состав муниципального образования сельское поселение Булунский эвенкийский национальный наслег.

## География
Располагается на реке Лене, в 41 км севернее центра сельского поселения Кюсюра и в 81 км юго-западнее Тикси.

## История
Село Чекуровка являлось центром Кюп-Эженского наслега и колхоза «Победа». Колхоз занимался рыбной ловлей тремя рыболовецкими бригадами, и уловы доходили до ста тонн рыбы. Также колхоз владел пятью оленьими стадами и десятью охотничьими участками. В селе проживало около ста семей и работали начальная школа, клуб, магазин, пекарня, медпункт.
В 1970 году было принято решение о ликвидации села и население было переселено. Однако к 1992 году на месте бывшего села уроженцами прежней Чекуровки была создана родовая община «Чекуровка». Были возведены два жилых дома, запущена дизельная электростанция, хранилище.

## Население
| 2002 | 2010 | 2021 |
| ---- | ---- | ---- |
| 0    | →0   | →0   |

Согласно переписи 2010 года постоянных жителей не учтено, тем не менее население в селе присутствует.